# Мохове (Аннинський район)
Мохове (рос. Моховое) — село в Аннинському районі Воронезької області Російської Федерації.
Населення становить 357 осіб (2010). Входить до складу муніципального утворення Новокурлакське сільське поселення.

## Історія
Населений пункт розташований у історичному регіоні Чорнозем'я. Від 1928 року належить до Аннинського району, спочатку в складі Центрально-Чорноземної області, а від 1934 року — Воронезької області.
Згідно із законом від 15 жовтня 2004 року входить до складу муніципального утворення Новокурлакське сільське поселення.

## Населення
| 2000 | 2005 | 2010 |
| ---- | ---- | ---- |
| 516  | ↘461 | ↘357 |